# Маршрут по подразбиране
Маршрутът по подразбиране (на английски: Default Route), е термин от областта на компютърните комуникации, отнасящ се до начина, по който пакетите се изпращат към мрежата.
Маршрутът по подразбиране е път за маршрутизация, който рутерът използва, когато няма друг, известен нему маршрут за конкретното местоназначение или дестинация.
Всички пакети, предназначени за дестинации, които не се разпознават от маршрутната таблица, се изпращат по този маршрут, който обикновено води до друг рутер, който насочва пакетите към местоназначението им.
Устройството, към което сочи маршрутът по подразбиране, често се нарича гейтуей по подразбииране (default gateway).